# Nymphidium clearista
Nymphidium clearista är en fjärilsart som beskrevs av Butler 1847. Nymphidium clearista ingår i släktet Nymphidium och familjen Riodinidae. Inga underarter finns listade i Catalogue of Life.